# قطعنامه ۲۰۰۹ شورای امنیت
قطعنامه ۲۰۰۹ شورای امنیت سازمان ملل متحد که در تاریخ ۱۶ سپتامبر ۲۰۱۱ تصویب شد، سندی بین‌المللی دربارهٔ تصویب است. این قطعنامه طی نشست ۶۶۲۰ام با ۰ رای موافق، جنگ داخلی لیبی (۲۰۱۱) مخالف و ۰ ممتنع Tripoli Panorama.jpg شد.